# Batalha de Montepeloso
A Batalha de Montepeloso foi travada em 3 de setembro de 1041 entre as forças rebeldes lombardo-normandas e o Império Bizantino próximo de Montepeloso, no sul da Itália. Os bizantinos, liderados por Exaugusto Boiano, foram forçados a batalha pelos rebeldes, e após uma luta dura o dia inteiro os rebeldes derrotaram o exército bizantino e capturaram Boiano. A vitória rebelde decisiva forçou os bizantinos a retirarem-se para as cidades costeiras, deixando os normandos e lombardos em controle de todo o interior peninsular meridional.

## Antecedentes
Montepeloso fez parte duma revolta lombardo-normanda contra o Império Bizantino no sul da Itália, que já havia resultado em dois outros confrontos, o primeiro em Olivento em março, e outro em Monte Maior em maio, ambos vitórias rebeldes. Antes da batalha, os normandos e lombardos concordaram em escolher o príncipe Atenulfo de Benevento como o novo líder deles, enquanto o catepano bizantino Miguel Dociano foi substituído por Exaugusto Boiano.
O novo líder geral da revolta, Atenulfo, era membro da família beneventana reinante e uma rival do patrocinador normando Guaimário IV de Salerno, mas embora o exército rebelde era liderado por líderes militares normandos, os normandos não podiam dar-se ao luxo de quebrar sua aliança com os lombardos.

## Batalha
Após os eventos em Monte Maior, Boiano fez uma tentativa de sitiar Melfi, que foi capturada pelos rebeldes. Em resposta, os normandos e lombardos contra-atacara o campo de Boiano em Monte Sorícolo, próximo de Montepeloso (moderna Irsina), no rio Bradano. O exército bizantino sob Boiano estava seguro dentro da fortaleza de Montepeloso, mas como os rebeldes pretendiam evitar os esforços atrelados com um cerco, forçaram os bizantinos e a guarda varegue a entrarem em batalha ao roubaram seu gado. A batalha perdurou intensamente durante o dia todo, mas a cavalaria normanda, liderada por Guilherme Braço de Ferro, conseguiu assegurar uma vitória decisiva para os rebeldes. Boiano foi capturado durante o confronto e mantido como refém.

## Rescaldo
A batalha de Montepeloso foi a última batalha campal travada entre normandos e bizantinos na península Itálica. Essa vitória forçou o exército bizantino a retirar-se para as cidades costeiras, deixando o interior inteiro da Itália meridional para os rebeldes. Após a vitória, a cidade de Matera mudou seu apoio à revolta, enquanto as cidades costeiras de Bari, Monopoli e Giovinazzo quebraram sua aliança com o Império Bizantino para evitar raides normandos.
Após o confronto, o comandante rebelde Atenulfo foi enviado para casa após ser descoberto que ele havia guardado para si o dinheiro recebido pelo resgate de Boiano. Embora os cavaleiros normandos exigiram que o novo líder fosse normando, eles possuíam menos votos que os lombardos e tiveram de contentar-se com Argiro de Bari.